# Indlån
Indlån eller indskud er penge til brug for hverdagsforretninger, som individer eller organisationer har placeret i et pengeinstitut eller på pengemarkedet. Pengene placeres typisk på en indlånskonto.
De forskellige typer af indlån er:
- Kalde indlån, hvor indlåneren har retten til at bruge eller hæve pengene på et hvert tidspunkt, sommetider er der korttidsbinding på aftalerne.
- Fast indlån har en fast bindingstid og fast rentesats og kaldes derfor også for terminsindlån eller terminsindskud.[1]
- Dag-til-dag-indlån foretages typisk fra middagstid til middagstid med en særlig rentesats. Indlånene foretages for at stille sikkerhed eller som et led i en delbetaling.